# كهف شلينبرج الجليدي
كهف شلينبرج الجليدي (بالألمانية: Schellenberger Eishöhle) هو كهف يقع في جبال الألب بيرشتسجادن في بافاريا العليا، ألمانيا بالقرب من الحدود النمساوية.